# Adam Abdu Adam Ali
Adam Abdu Adam Ali (né le 15 juin 1983) est un athlète qatarien, spécialiste des courses de demi-fond.

## Biographie
Il remporte la médaille d'or du 800 mètres lors des championnats d'Asie 2003, à Manille, dans le temps de 1 min 46 s 20. 

### Palmarès
| Date | Compétition         | Lieu    | Résultat | Épreuve | Performance   |
| ---- | ------------------- | ------- | -------- | ------- | ------------- |
| 2002 | Championnats d'Asie | Colombo | 3e       | 800 m   | 1 min 49 s 25 |
| 2003 | Championnats d'Asie | Manille | 1er      | 800 m   | 1 min 46 s 20 |

### Records
| Épreuve | Performance   | Lieu     | Date             |
| ------- | ------------- | -------- | ---------------- |
| 800 m   | 1 min 45 s 89 | Rovereto | 8 septembre 2004 |